# (100624) 1997 TR28
(100624) 1997 TR28 es un asteroide que forma parte de los asteroides troyanos de Júpiter, descubierto el 6 de octubre de 1997 por el equipo del Uppsala-DLR Trojan Survey desde el Observatorio de La Silla, Chile.

## Designación y nombre
Designado provisionalmente como 1997 TR28.

## Características orbitales
1997 TR28 está situado a una distancia media del Sol de 5,231 ua, pudiendo alejarse hasta 5,877 ua y acercarse hasta 4,585 ua. Su excentricidad es 0,123 y la inclinación orbital 4,372 grados. Emplea 4370,90 días en completar una órbita alrededor del Sol.

## Características físicas
La magnitud absoluta de 1997 TR28 es 12,7.